# Lijst van attracties in Disneyland Park (Parijs)
Deze pagina bevat een lijst met (voormalige) attracties in het Franse attractiepark Disneyland Park.

## Huidige attracties
| Naam                                                          | Opening           | Attractietype                     | Fabrikant               | Afbeelding |
| ------------------------------------------------------------- | ----------------- | --------------------------------- | ----------------------- | ---------- |
| Adventure Isle                                                | 12 april 1992     | Speeleiland                       |                         |            |
| Alice's Curious Labyrinth                                     | 12 april 1992     | Doolhof                           |                         |            |
| Autopia                                                       | 12 april 1992     | Rondrit                           |                         |            |
| Big Thunder Mountain                                          | 12 april 1992     | Mijntreinachtbaan                 | Vekoma                  |            |
| Blanche-Neige et les Sept Nains                               | 12 april 1992     | Darkride                          | Mack Rides              |            |
| Buzz Lightyear Laser Blast                                    | 8 april 2006      | Interactieve darkride             | S&S Sansei Technologies |            |
| La Cabane des Robinson                                        | 12 april 1992     | Walkthrough                       |                         |            |
| Le Carrousel de Lancelot                                      | 12 april 1992     | Draaimolen                        |                         |            |
| Casey Jr. - le Petit Train du Cirque                          | 20 maart 1994     | Gemotoriseerde achtbaan           | Vekoma                  |            |
| Le Château de la Belle au Bois Dormant                        | 12 april 1992     | Walkthrough                       |                         |            |
| Dapper Dan's Hair Cuts                                        | 12 april 1992     | Kapperszaak                       |                         |            |
| Disneyland Railroad                                           | 12 april 1992     | Smalspoorstoomtrein               |                         |            |
| Dumbo the Flying Elephant                                     | 12 april 1992     | Draaimolen met armen              |                         |            |
| Frontierland Playground (voorheen: Pocahontas Indian Village) | 12 april 1992     | Speelterrein                      |                         |            |
| La Galerie de la Belle au Bois Dormant                        | 12 april 1992     | Walkthrough                       |                         |            |
| Horse-Drawn Streetcars                                        | 12 april 1992     | Paardentram                       |                         |            |
| Indiana Jones et le Temple du Péril                           | 30 juli 1993      | Stalen achtbaan                   | Intamin                 |            |
| "it's a small world"                                          | 12 april 1992     | Dark water ride                   | Intamin                 |            |
| Legends of the Wild West                                      | 12 april 1992     | Walkthrough                       |                         |            |
| Mad Hatter's Tea Cups                                         | 12 april 1992     | Theekopjesattractie               | Zamperla                |            |
| Main Street Vehicles                                          | 12 april 1992     | Oldtimers                         |                         |            |
| Meet Mickey Mouse                                             | 17 mei 2012       | Fotolocatie met Mickey Mouse      |                         |            |
| Mickey's PhilharMagic - Discoveryland Theatre                 | 29 september 2018 | Show                              |                         |            |
| Les Mystères du Nautilus                                      | 4 juli 1994       | Walkthrough                       |                         |            |
| Orbitron                                                      | 12 april 1992     | Draaimolen met armen              |                         |            |
| Le Passage Enchanté d'Aladdin                                 | 1993              | Walkthrough                       |                         |            |
| Le Pays des Contes de Fées                                    | 3 april 1994      | Rondvaart                         | Intamin                 |            |
| Peter Pan's Flight                                            | 12 april 1992     | Hangende darkride                 | Intamin                 |            |
| Phantom Manor                                                 | 12 april 1992     | Spookhuis; darkride               | Vekoma                  |            |
| Pirates' Beach                                                | 12 april 1992     | Speelterrein                      |                         |            |
| Pirates of the Caribbean                                      | 12 april 1992     | Dark water ride                   | Intamin                 |            |
| Princess Pavillion                                            | 8 oktober 2011    | Fotolocatie met Disney-prinsessen |                         |            |
| Rustler Roundup Shootin' Gallery                              | 12 april 1992     | Schiettent                        |                         |            |
| Star Tours: l'Aventure Continue                               | 26 maart 2017     | Simulator                         |                         |            |
| Starport                                                      | 26 maart 2017     | Fotolocatie met Darth Vader       |                         |            |
| Star Wars Hyperspace Mountain                                 | 1 juni 1995       | Stalen lanceerachtbaan            | Vekoma                  |            |
| Statue of Liberty Tableau                                     | 12 april 1992     | Herdenkingsgalerij                |                         |            |
| La Tanière du Dragon                                          | 12 april 1992     | Walkthrough                       |                         |            |
| Thunder Mesa Riverboat Landing                                | 12 april 1992     | Rondvaart                         |                         |            |
| Les Voyages de Pinocchio                                      | 12 april 1992     | Darkride                          |                         |            |

## Voormalige attracties
| Naam                          | Opening                          | Sluiting                            | Afbeelding | Attractietype |
| ----------------------------- | -------------------------------- | ----------------------------------- | ---------- | ------------- |
| Captain EO                    | 1. 12 april 1992 2. 12 juni 2010 | 1. 17 augustus 1998 2. 12 juni 2010 |            | 4D-film       |
| Honey, I Shrunk the Audience! | 28 maart 1999                    | 3 mei 2010                          |            | 4D-film       |
| Star Tours                    | 12 april 1992                    | 16 maart 2016                       |            | Simulator     |
| Star Wars: Path of the Jedi   | 6 mei 2017                       |                                     |            | Film          |
| The Old Mill                  | 6 juni 1993                      | 2000                                |            | Reuzenrad     |